# Girocard
Girocard — межбанковская сеть и сервис дебетовых карт, соединяющий практически все немецкие банкоматы и банки. Она основывается на стандартах и соглашениях, разработанных комитетом банковской индустрии Германии (центральный кредитный комитет).
Немецкие карты Girocard обычно выпускается как кобрендовые с логотипами Maestro/Cirrus от MasterCard или V PAY от VISA, позволяя держателям карт пользоваться ими в других европейских странах. В рамках другого совместного выпуска карт, с 2012 года введены кобрендовые карты Girocard / JCB.

## История
Первоначально немецкие банки сформировали межбанковскую сеть, соединяющую практически все немецкие банкоматы. Сеть использовала гарантийные карты Eurocheque в качестве банкоматных карт и не имела названия или собственной торговой марки. В 1991 году с использованием тех же карт была введена услуга электронных денег на дебетовых картах. Карты использовались для совершения всех трёх видов платежей и для простоты назывались карта Eurocheque (по-немецки Euroscheck-Karte).
Когда в конце 2001 года система Eurocheque была расформирована, то карты больше не использовали этот бренд. Тем не менее, немецкие банки продолжили использование логотипа EC, который стал теперь своеобразной интерпретацией «электронных денег». Следовательно, карты теперь известны как «EC карты». Однако немецкая сеть банкоматов всё ещё не имела торговой марки.

## Услуги

### Банкоматная сеть
Сеть банкоматов Германии фактически объединяет все немецкие банкоматы. Однако банки Германии взимают высокую комиссию (до 10 евро) за пользование клиентами банкоматами других банков.
Есть несколько совместных программ, отменяющих или снижающих комиссию на операции в банкоматах:
- EUFISERV[англ.] — европейское соглашение, в которое входят сберегательные банки Германии, что даёт возможность отказаться от взимания комиссий с клиентов за обслуживание в других местных подразделениях.
- Bankcard-Servicenetz[англ.] — объединение большинства коммерческих банков для отмены или снижения платы за обслуживание в других коммерческих банках.
- Cash Group[англ.] — соглашение основных частных банков, которые отказываются от комиссий для взаимного обслуживания клиентов.
- CashPool[англ.] — соглашение небольших частных банков (включая многие безофисные банки), которые взаимно отказываются от взиманий комиссий.

### Развитие
В настоящее время Girocard служит преимущественно для объединения POS-терминалов торгово-сервисных предприятий, банкоматов и банков для эффективного использования клиентами оплаты по карте. Функционально сеть направлена на обеспечение лёгкого и безопасного использования дебетовых карт с авторизацией оплаты путём ввода ПИН-кода.
Европейский банковский сектор работает в настоящее время над внедрением так называемого Single Euro Payments Area (SEPA) — выделенного региона платежей в евро, целью которого является предоставление всем гражданам возможности оплаты услуг в зоне евро на тех же условиях, что и в домашнем регионе.
Название и логотип Girocard, введённые в 2007 году немецкой банковской системой, должны в первую очередь способствовать международному признанию немецких дебетовых карт и нацелены на создание единого логотипа для зоны SEPA.

## Girogo
C января 2012 года для карт Girocard с функционалом бесконтактной оплаты и наличием микрочипа было введено собственное название Girogo.

### Технические предпосылки
Под Girogo в настоящее время продвигаются микропроцессорные карты Geldkarte и карты с технологией NFC, основанные на использовании чипа RFID. Так как применение этих технологий также возможно во многих современных смартфонах, то Girogo рассматривает такое продвижение как первый шаг к внедрению оплаты посредством мобильного телефона.

### Критика
Переход на такие карты не добровольный, в период с апреля 2012 по 2015 год планируется перевыпустить все 45 миллионов используемых расчётных карт с устаревшим функционалом. В карте нет такого механизма обеспечения безопасности, какой присутствует в биометрических паспортах и удостоверениях личности, уже повсеместно используемых в Германии,, когда для доступа к содержащимся в документе данным требуется электронно-оптический доступ. Сторонники конфиденциальности личной жизни жалуются, что радиочип передаёт в открытый доступ в незашифрованном виде уникальный идентификационный номер карты, последние 15 операций оплаты, идентификатор торговой точки и последние три запроса от терминала. Эти данные легко можно использовать для создания профиля на держателя карты.
Данные с карт весьма просто могут быть считаны несложными устройствами с расстояния до полуметра. Также нарекания вызывает низкая осведомлённость держателей о рисках безопасности при пользовании картами с новым техническим функционалом.